# Брейтбург, Семён Моисеевич
Семён Моисеевич Брейтбург (при рождении Симон Моисеевич; 5 (17) октября 1897, Одесса — 1970, Москва) — советский литературовед, профессор. 

## Биография
Родился 5 октября (по старому стилю) 1897 года в семье маякского мещанина Моисея Брейтбурга и Таубы (Тубы) Герцовны Брейтбург (в девичестве Вайнбурт), заключивших брак 30 ноября 1891 года там же. 
Окончил историко-филологический факультет Новороссийского университета в Одессе, после окончания был оставлен при кафедре литературоведения. С 1923 года работал в Московском научно-исследовательском институте Российской Ассоциации научно-исследовательских институтов общественных наук (РАНИОН), затем на филологическом факультете Московского университета. В 1930-х годах С. М. Брейтбург был старшим научным сотрудником Института красной профессуры, профессором Института истории, философии и литературы (ИФЛИ).
В начале войны С. М. Брейтбург был направлен в Томск, где заведовал кафедрой литературы в педагогическом институте, был деканом филологического института. После возвращения в Москву осенью 1942 года, он состоял профессором литературы в Московском Восточном институте, преподавал на кафедре литературы и журналистики Института международных отношений и в Московском университете. С 1959 С. М. Брейтбург – профессор кафедры книговедения и редактирования Московского полиграфического института.
Похоронен  на Введенском кладбище.

## Семья
Брат — Абрам Моисеевич Брейтбург (7 февраля 1896 — 1960) — биохимик и физиолог питания, автор монографии «Рациональное питание» (1957), учебников «Биологическая химия» (1953, 1959) и «Физиология питания» (1959, 1961).
Племянница — Юлия Абрамовна Брейтбург (род. 1931), музыковед и музыкальный педагог.

## Сочинения
- Литература о Толстом последних лет. Критико-историографич. обзор. — Москва: Изд-во Ком. акад, 1931. — 220 с.
- 1905 год в художественной прозе / Сост. С. М. Брейтбург. — Москва: Гослитиздат, 1935. — 321 с.
- Теория и практика редактирования. Хрестоматия / Сост., подгот. текстов и коммент. проф. С. М. Брейтбурга, проф. Н. М. Сикорского и А. П. Толстякова. — Москва: Высш. школа, 1968. — 439 с.